# 캐피틀힐 자치 지역

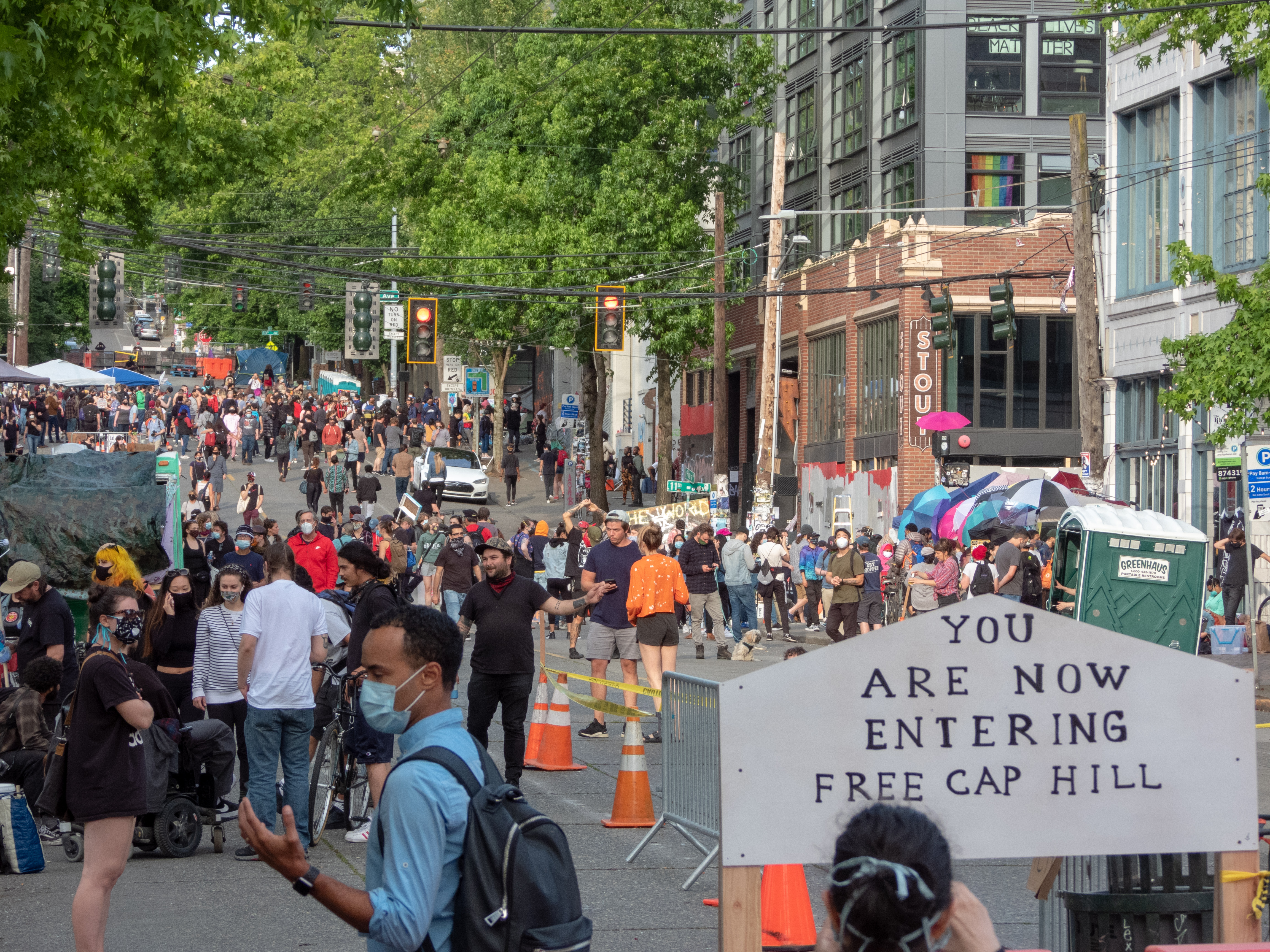

캐피틀힐 자치 지역(영어: Capitol Hill Autonomous Zone, CHAZ) 또는 프리 캐피틀힐(Free Capitol Hill)은 미국 워싱턴주 시애틀 캐피틀힐 지역 내의 자치적으로 선언한 지역이다. 2020년 6월 8일 조지 플로이드 사망 시위로 인해 비우게 된 캐피틀힐의 소재한 시애틀 경찰국의 동쪽 관할서를 점거하고, 약 6개의 도시 블록 지역을 자치 지역으로 선언하였다.